# كازوهيرو موراكامي
كازوهيرو موراكامي (باليابانية: 村上 和弘) (20 يناير 1981 في يوكايتشي في اليابان – )؛ هو لاعب كرة قدم ياباني سابق كان يلعب كمدافع.

## وصلات خارجية
- كازوهيرو موراكامي على موقع رابطة كرة القدم اليابانية للمحترفين (اليابانية)
- كازوهيرو موراكامي على موقع قاعدة بيانات كرة القدم.إي يو (الإنجليزية)
- كازوهيرو موراكامي على موقع Soccerway.com (الإنجليزية)
- كازوهيرو موراكامي على موقع عالم كرة القدم.نت (الإنجليزية)
- كازوهيرو موراكامي على موقع كووورة